# Fabrice Bry
Pour les articles homonymes, voir Bry.
Fabrice Bry est un joueur de volley-ball français né le 2 avril 1972 à Saint-Pierre-lès-Nemours (Seine-et-Marne). Il mesure 2,00 m et joue attaquant. 
Il totalise 85 sélections en équipe de France.

## Clubs
| Club                           | Pays   | De         | À          |
| ------------------------------ | ------ | ---------- | ---------- |
| Paris UC                       | France | 1994-1995  | 1994-1995  |
| GFCO Ajaccio                   | France | 1995-1996  | 1995-1996  |
| Arago de Sète                  | France | 1996-1997  | 1998-1999  |
| Via Montenapoleone Cutrofiano  | Italie | 1999-2000  | 1999-2000  |
| Aesse Isola Della Scala Vérone | Italie | 2000-2001  | 2000-2001  |
| Panathinaikos Athènes          | Grèce  | 2001-2002  | 2001-2002  |
| Eurosport Cosenza              | Italie | 2002-2003  | 2003-2004  |
| Mail Service Corigliano        | Italie | 2004-2005  | 2004-2005  |
| Panerithraikos Athènes         | Grèce  | 2005-2006  | 2005-2006  |
| AEK Athènes                    | Grèce  | juin 2006  | 2006       |
| Pafos                          | Chypre | 2006       | avril 2007 |
| GFCO Ajaccio                   | France | avril 2007 | mai 2007   |
| Marseille Volley 13            | France | 2007-2008  | 2007-2008  |
| Milonas Athènes                | Grèce  | 2008-2009  | 2008-2009  |
| Arago de Sète                  | France | 2009-2010  | …          |